# بريان ستيفنسون
بريان ستيفنسون (بالإنجليزية: Bryan Stevenson)‏ (من مواليد 14 نوفمبر 1959) هو محامٍ أمريكي، وناشط في مجال العدالة الاجتماعية، ومؤسس/مدير تنفيذي لمبادرة المساواة في العدالة، وأستاذ في القانون في كلية الحقوق بجامعة نيويورك. بدأ ستيفنسون عمله من مونتغومري، ألاباما، وتحدى التحيز ضد الفقراء والأقليات في نظام العدالة الجنائية، وخاصةً الأطفال. ساعد في تحقيق قرارات المحكمة العليا للولايات المتحدة التي تمنع الحكم على الأطفال دون سن 18 عامًا بالإعدام أو السجن مدى الحياة دون الإفراج المشروط. ساعد ستيفنسون في قضايا أنقذت عشرات السجناء من عقوبة الإعدام، ودافع عن الفقراء، وطور دعاوى إصلاح مجتمعية تهدف إلى تحسين إدارة العدالة الجنائية.
صُور في فلم الدراما القانونية الرحمة العادلة المُستمد من مذكراته الرحمة العادلة: قصة عدالة وتضحية، والذي يروي قصة والتر ماكميليان.
أسس النصب التذكاري الوطني للسلام والعدالة في مونتغومري، الذي يكرم أسماء أكثر من 4000 أمريكي من أصل أفريقي أُعدموا دون محاكمة في ولايات الجنوب الاثنتي عشرة منذ عام 1877 وحتى عام 1950. يجادل ستيفنسون بأن تاريخ العبودية وعمليات الإعدام دون محاكمة قد أثر على ارتفاع معدل أحكام الإعدام التي تلت ذلك في الجنوب، حيث طُبقت على الأقليات أكثر من غيرهم. يقدم أحد المتاحف ذات الصلة، وهو متحف التراث: من العبودية إلى السَّجن الجماعي، شرحًا لتوضيح الرابط بين عمليات الإعدام دون محاكمة في فترة ما بعد إعادة الإعمار وبين المعدل المرتفع لعمليات الإعدام والسجن للأشخاص الملونين في الولايات المتحدة.
في شهر نوفمبر من عام 2018، حصل ستيفنسون على جائزة بنجامين فرانكلين المقدمة من الجمعية الأمريكية للفلسفة باعتباره «المُطبّل الأساسي للعدالة والرحمة»، وهي أرفع جائزة يقدمها المجتمع للخدمات العامة المتميزة. في عام 2020، شارك نسرين ستوده وأليس بيالياتسكي ولوتي كننغهام رين بجائزة رايت ليفيلهوود، المعروفة على نطاق واسع باسم «جائزة نوبل البديلة».

## مسيرته المهنية

### المركز الجنوبي لحقوق الإنسان
بعد تخرجه في جامعة هارفارد في عام 1985، انتقل ستيفنسون إلى أتلانتا، وانضم إلى المركز الجنوبي لحقوق الإنسان للعمل بدوام كامل. قسم المركز العمل وفقًا للمنطقة وعُيّن ستيفنسون لولاية ألاباما. في عام 1989، عُيّن لإدارة حملة ألاباما، وهي مركز للموارد ومنظمة دفاع عن عقوبة الإعدام مُوّلت من قبل الكونغرس. كان لستيفنسون مركز في مونتغومري، عاصمة الولاية.

### مبادرة المساواة في العدالة
عندما ألغى كونغرس الولايات المتحدة تمويل منظمة الدفاع عن عقوبة الإعدام، حوّل ستيفنسون المركز وأسس مبادرة المساواة في العدالة (إي جاي آي) غير الربحية في مونتغومري. في عام 1995، حصل على منحة ماك آرثر ووظف كامل الأموال لدعم المركز. تكفّل ستيفنسون بالدفاع عن أي شخص في ولاية ألاباما حُكم عليه بالإعدام، لأنها كانت الولاية الوحيدة التي لا تقدم المساعدة القانونية للمحكومين بالإعدام، وهي أيضًا صاحبة أعلى معدل فردي لأحكام عقوبة الإعدام.
كان الاستئناف بعد إدانة ماكميليان، الذي قضى شهورًا في طابور الإعدام قبل إدانته بجرم القتل، إحدى أُوَل القضايا التي رفعتها مبادرة المساواة في العدالة. استطاع ستيفنسون التشكيك بكل عنصر من عناصر قضية الادعاء الأولية، ما أدى إلى تبرئة ماكميليان وإطلاق سراحه من السجن في عام 1993.
كان ستيفنسون قلقًا بشكل خاص إزاء الأحكام مفرطة القسوة على المدانين بجرائم ارتكبوها حين كانوا أطفالًا، دون سن الثامنة عشرة. في عام 2005، قضت المحكمة العليا الأمريكية في قضية روبر ضد سيمنز بأن عقوبة الإعدام غير دستورية بالنسبة إلى الأشخاص المدانين بجرائم ارتُكبت وهم دون الثامنة عشرة. عمل ستيفنسون لدفع المحكمة للتفكير بتوسيع نطاق عقوبة مناسبة لتشمل القضايا ذات الصلة التي تطبق على الأطفال المدانين تحت سن السابعة عشرة.
شنّت مبادرة المساواة في العدالة حملة مقاضاة للحصول على مراجعة للقضايا التي حُكم على الأطفال المدانين فيها بالسجن المؤبد دون عفو مشروط، بما في ذلك الحالات التي لم تحصل فيها جرائم قتل. في قضية ميلر ضد ألاباما (2012) ، حكمت المحكمة العليا الأمريكية في قرار تاريخي بأن الأحكام الإلزامية بالسجن المؤبد دون الإفراج المشروط للأطفال الذين يبلغون من العمر سبعة عشر عامًا أو أقل غير دستورية؛ أثر قرارها هذا في القوانين ضمن 29 ولاية. في عام 2016، قضت المحكمة في قضية مونتغومري ضد لويزيانا بأن هذا القرار يجب أن يطبق بصورة رجعية، ما قد يؤثر على أحكام صدرت بحق 2300 شخص في جميع أنحاء البلاد ممن حُكم عليهم بالسجن المؤبد وهم أطفال.
بحلول شهر أغسطس من عام 2016، أنقذت مبادرة المساواة في العدالة 125 رجلًا من عقوبة الإعدام. بالإضافة إلى ذلك، مثلت الفقراء، ودافعت عن الناس في دعاوى الاستئناف وأبطلت الإدانات الخاطئة ، وعملت على التخفيف من التحيز في نظام العدالة الجنائية.

## وصلات خارجية
- الموقع الرسمي
- بريان ستيفنسون على موقع IMDb (الإنجليزية)
- بريان ستيفنسون على موقع مونزينجر (الألمانية)